# Engeltjes (televisieserie)
 Engeltjes was een ziekenhuisserie van productiehuis Skyline Entertainment die van 1999 tot 2000 uitgezonden werd door de Vlaamse commerciële zender VT4. Het verhaal speelt zich af rond vier jonge verpleegsters, zogenaamde 'engeltjes'. 

## Verhaal
Vera, Juliette, Hanneleen en Barbara zijn vier vriendinnen die verpleegkunde studeren en ondertussen in het ziekenhuis werken. Ze zitten samen op kot met Dominique, een mannelijke collega. In het ziekenhuis worden ze geconfronteerd met allerlei toestanden, zoals problemen met patiënten en aanvaringen met de directie en de hoofdverpleegster. Daarnaast krijgen ze privé ook af te rekenen met de nodige relationele problemen en amoureuze perikelen.

## Rolverdeling

### Hoofdrollen
- Circé Lethem - Vera
- An Miller - Juliette
- Maya Moreel - Hanneleen
- Cindy Vandebosch - Barbara
- Peter Michel - Dominique

### Gastrollen
- Vic De Wachter - chirurg, vader van Vera
- Gilda De Bal - moeder van Vera
- Claude de Burie - ziekenhuisdirecteur
- Diane Belmans - hoofdverpleegster
- Peter Seynaeve - dokter Raf
- Koen De Bouw - Wolf
- Ann Ceurvels - Miriam

## Kritische ontvangst
De serie kaderde in de strategie van VT4 om met meer Vlaamse fictie de kijkcijfers op te krikken. De pers was eerder positief over de acteerprestaties, ondanks de niet altijd even realistische scenario's. De serie sloeg echter niet aan bij de VT4-kijkers en verdween na 13 afleveringen van het scherm.

## Trivia
- De hoofdrollen in deze serie werden vertolkt door toenmalig nieuw onbekend acteertalent, met enkele Vlaamse topacteurs in een bijrol.
- De titelmelodie werd geschreven en gezongen door Stijn Meuris.